# Emily Gielnik
Emily Gielnik, född den 13 maj 1992, är en australisk fotbollsspelare som spelar för Melbourne Victory. Tidigare har hon spelat i bland annat australiska Brisbane Roar FC, engelska Liverpool LFC, kanadensiska Ottawa Fury, japanska Urawa Red Diamonds och norska Avaldsnes IL.
Gielnik ingick i Australiens lag under VM i Frankrike 2019.